# Boggenatjen
Boggenatjen (auch: Kijin-bwi Island, Kitchinibui-tō) ist eine Insel des Kwajalein-Atolls in der Ralik-Kette im ozeanischen Staat der Marshallinseln (RMI).

## Geographie
Das Motu liegt im südwestlichen Saum des Atolls zwischen Ere (Lubu) im Westen und Gegibu im Osten.

## Klima
Das Klima ist tropisch heiß, wird jedoch von ständig wehenden Winden gemäßigt. Ebenso wie die anderen Orte der Kwajalein-Gruppe wird Boggenatjen gelegentlich von Zyklonen heimgesucht.